# Kevin Plank
Pour les articles homonymes, voir Plank.
Kevin Audette Plank (né le 13 août 1972 à Kensington dans le Maryland) est un homme d'affaires milliardaire et philanthrope américain. Plank est le fondateur et président exécutif d'Under Armour, un fabricant de vêtements de sport, de chaussures et d'accessoires basé à Baltimore, dans le Maryland. Il occupe le poste de président-directeur général depuis sa création jusqu'en 2020 et reviendra à son poste en avril 2024. En avril 2023, sa valeur nette est estimée à 1,1 milliard de dollars américains.